# Newcastle (Południowa Afryka)
Newcastle – miasto w Południowej Afryce, w prowincji KwaZulu-Natal, przy linii kolejowej Durban-Johannesburg. Około 291 tys. mieszkańców.
W mieście rozwinął się przemysł drzewny, spożywczy oraz hutniczy.

## Miasta partnerskie
- Newcastle upon Tyne, Wielka Brytania